# Laos nationalförsamling
Nationalförsamlingen (lao: ສະພາແຫ່ງຊາດ; franska: Assemblée Nationale) är den lagstiftande församlingen i Demokratiska folkrepubliken Laos. Församlingen inrättades år 1991 och sammanträder i huvudstaden Vientiane.

## Historia
Fram till år 1975 hade Kungariket Laos ett tvåkammarparlament bestående av Kungliga rådet, ett överhus med 12 mandat varav hälften utnämndes av kungen och hälften nominerades av underhuset, och den folkvalda Nationalförsamlingen med 60 mandat. Det sista parlamentsvalet till underhuset hölls år 1972.
I och med Vietnamkrigets slut 1975 störtades den laotiska monarkin och de laotiska kommunisterna upplöste tvåkammarparlamentet. Man bildade Högsta folkförsamlingen, ett råd på 45 ledamöter som skulle skriva en ny författning. 1986 avslutades detta arbete och 1989 hölls de första parlamentsvalen på 17 år. Samtliga kandidater godkändes av Laotiska fronten för nationell uppbyggnad, en folkfront dominerad av det kommunistiska Laotiska revolutionära folkpartiet.
1991 trädde Laos nya författning i kraft och 1992 hölls de första allmänna valen till den nyinrättade Nationalförsamlingen.

## Struktur och befogenheter
Nationalförsamlingen har i realiteten ytterst begränsat inflytande i Laos. I allmänhet godkänner man automatiskt lagstiftning föreslagen av det styrande Laotiska revolutionära folkpartiet och det finns mycket liten parlamentarisk självständighet, även om försök har gjorts att stärka parlamentsledamöternas inflytande och representationsförmåga.
Följande utskott finns för närvarande i Nationalförsamlingen:
- Utskottet för lagstiftningsärenden
- Ekonomi-, planerings- och finansutskottet
- Kultur och socialutskottet
- Utskottet för etniska ärenden
- Nationella försvars och säkerhetsutskottet
- Utrikesutskottet

### Val
Allmänna val hålls i Laos var femte år i 18 flermansvalkretsar. Laotiska medborgare över 18 års ålder har rösträtt. För att kandidera måste man vara medborgare, över 21 år och inte lida av sjukligt sinnestillstånd eller ha fått sina medborgerliga och politiska rättigheter indragna av en domstol.
I praktiken utses samtliga kandidater genom Laotiska fronten för nationell uppbyggnad.